# Colibași (okręg Giurgiu)
Colibași – wieś w Rumunii, w okręgu Giurgiu, w gminie Colibași. W 2011 roku liczyła 2127 mieszkańców.